# Fernando de Corradi

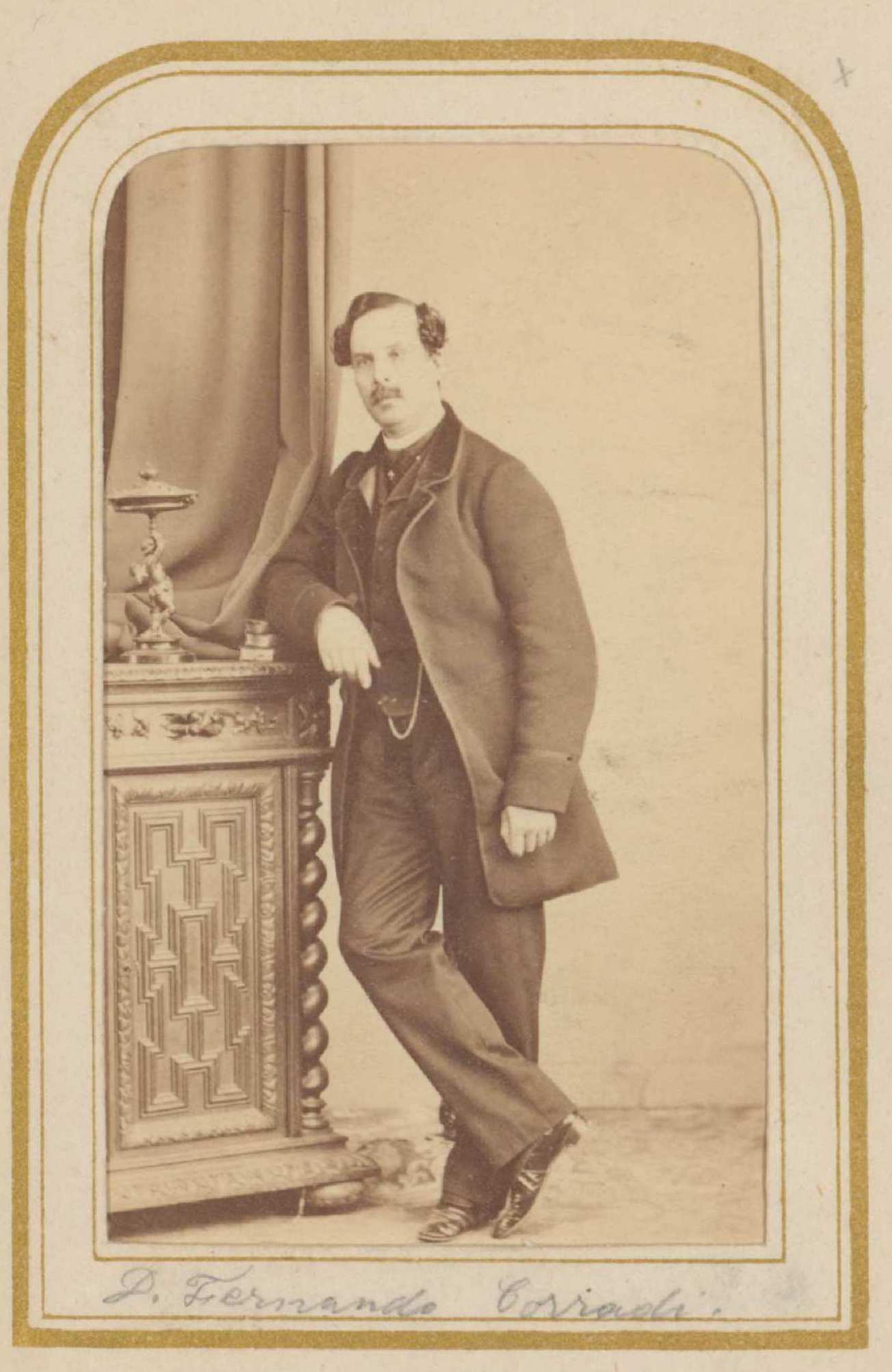
Retrato de Fernando Corradi por J. Laurent. Fotografía en papel de albúmina. Biblioteca Nacional de España

Fernando (de) Corradi y Gómez (Cárcel de la Corona, Madrid, 10 de diciembre de 1808-Madrid, 26 de febrero de 1885), periodista, escritor y político español.

## Biografía
Era hijo de Juan Corradi, un italiano natural de Cortemaggiore, Piacenza, ducado de Parma, de la familia de los marqueses de Corradi, que vino a España como guardia de corps de la Compañía Italiana y fue recomendado a la reina María-Luisa por el duque de Parma; tras ser ascendido a cadete de guardias (grado equivalente a capitán de caballería), dejó el cuerpo para ingresar en el Estado Mayor, pero fue complicado en la causa de El Escorial por su amistad con el duque de San Carlos y terminó encerrado en la cárcel con su mujer y cinco hijos pequeños, así que el futuro periodista y político Fernando Corradi nació allí, en la cárcel de la Corona.
Su padre Juan Corradi se dedicó a estudiar la lengua y la literatura españolas, dirigió el Diario de Sesiones de las Cortes de Cádiz desde 1810 y luchó en la Guerra de la Independencia escribiendo en los periódicos de entonces, afición que heredó su hijo, así como sus amigos importantes de entonces, Agustín Argüelles, el sacerdote Diego Muñoz-Torrero y sobre todo José María Queipo de Llano, conde de Toreno, cuñado de Rafael del Riego. Obligado a emigrar por liberal en 1814, estuvo en Francia entre 1814 y 1820 y su hijo Fernando se educó en un colegio de París, volviendo a Madrid sólo en 1830 para estudiar Derecho.
Se dio a conocer como escritor en prosa y verso en los periódicos y publicando Zora ó amor y heroísmo. Obtuvo el premio del Comisario General de Cruzada Varela al mejor poema sobre el cerco de Zamora y además obtuvo de este mecenas una pensión de 6000 reales anuales; pero, no contento con eso, le hizo venir a la Corte y le hospedó en su casa, nombrándolo incluso su secretario particular. Protegido por su mecenas publicó Torrijos ó las víctimas de Málaga, Don García, drama en verso, Lecciones de elocuencia forense y parlamentaria, Lecciones de literatura extranjera, la Monarquía visigoda, un opúsculo sobre el poder temporal del Papa y otras muchas obras así impresas como manuscritas. También escribió la narración Historia que parece novela. 
En 1836 era oficial del Ministerio de la Gobernación, pero dimitió en 1837 al caer el ministerio del partido al que pertenecía, el Partido progresista. Fue elegido poco después concejal del Ayuntamiento de Madrid y su procurador síndico (1837-1840). En 1840 estalló la revolución de 1.º de septiembre y fue nombrado individuo de la Junta Suprema Revolucionaria con el cargo de secretario general. Nombrada la regencia única de Baldomero Espartero, Corradi rechazó todo cargo pero aceptó la jefatura política o gobierno civil de La Coruña. Allí fundó una Sociedad Económica. La muerte de su padre le hizo abandonar el gobierno y volver a Madrid. Habiendo sido en su juventud redactor de El Eco del Comercio, lo dirigió después de su prohibición en su segunda época apenas un año, en 1844. Tras el pronunciamiento de 1843 fue diputado progresista por Cuenca (1843) y lo nombraron oficial mayor en Gobernación (1843-1844). Volvieron los moderados y Corradi dimitió y fundó el 7 de mayo de 1844 El Clamor Público, que dirigió durante veinte años y fue hasta la Revolución de 1854 uno de los más importantes periódicos de España. En 1854 fue nombrado diputado por Burgos y en la revolución de ese año fue nombrado comandante de la Milicia Nacional en Madrid. Durante el Bienio progresista de 1854 a 1856, Espartero lo mandó a Lisboa de embajador. Disueltas las Cortes y caído ese Gobierno, dimitió y se retiró, pero le hicieron salir y escribió el controvertido artículo "Para Espartero el olvido, para O'Donnell la expiación". 
Fue senador vitalicio en 1865 por designación real, propuesto por el general Narváez. Al levantarse el general Prim, Corradi presentó en el Senado una proposición en apoyo de la Reina votada por unanimidad. Llegó la Revolución del 68 y Corradi trabajó por la Restauración defendiendo en El Clamor Público a Alfonso XII cuando hacerlo era un peligro y formó incluso un Partido Popular Alfonsino. Según Manuel Ossorio y Bernard, en 1864 dirigió El Progreso Constitucional. Fue socio fundador del Ateneo de Madrid y académico de la Historia en 1875. En 1881 se presentó candidato a la senaduría por Alicante y fue elegido. Estuvo una temporada en dicha ciudad, donde dio algunas conferencias y fue nombrado socio honorario de la Sociedad literaria. Cofundó el Ateneo de Madrid y dio en él lecciones de literatura extranjera, derecho público y filosofía de la historia. Fue socio honorario del Círculo de la Unión Mercantil, donde dictó varias conferencias; en su juventud había pertenecido a la Sociedad Económica Matritense. Era amigo íntimo de Nicasio Gallego, Manuel José Quintana y Francisco Martínez de la Rosa. Agustín Argüelles, Gil de la Cuadra, Martín de los Heros y José María Calatrava fueron también sus amigos, aunque sólo los primeros fueron además sus vecinos en la casa madrileña donde habitaba. Corradi, aunque muy liberal, era esencialmente cristiano y religioso. Ingresó en la Real Academia Española apadrinado por Cayetano Rosell. Estaba condecorado con la gran cruz de la Orden de Carlos III y otras grandes cruces extranjeras.

## Obras
- La Monarquia Visigoda, según el Fuero Juzgo, 1860.
- "De la influencia del cristianismo sobre la mujer, la familia y la sociedad: cuarta conferencia, 14 de marzo de 1869", en Conferencias dominicales sobre la educación de la mujer, Universidad Central (Madrid). Madrid: Imprenta y Estereotipia de M. Rivadeneyra, 1869.
- Historia que parece novela, Palacios, 1840.
- Los conflictos de Italia Impr. de la América, a cargo de F. S. Madirolas, 1860.
- D. García, o, El triunfo del amor filial: tragedia original en cinco actos, Imp. de T. Jordán, 1836.
- Lecciones de Oratoria pronunciadas en el Ateneo Científico… 188.
- Discursos leidos ante la Real Academia de la Historia en la recepción publica del Excmo. Sr. D. Fernando Corradi el 14 de febrero de 1875, 1875.
- Un procónsul: zarzuela en tres actos. Música de Antonio Rovira, 1859
- Torrijos, o las víctimas de Málaga, 1835.
- El cerco de Zamora por el Rey don Sancho II de Castilla: poema..., 1833.
- La civilización española: discurso, 1875.
- Curso de Literatura estrangera esplicado (sic) en el Ateneo..., 1837.